# Hermesianax de Tralles
Hermesianax de Trales ( em grego clássico: Ἑρμησιάναξ    ) foi cidadão de Trales e de Corinto no século I d.C  Seu pai se chamava Dionisios ( em grego clássico: Διονύσιος    ).  Suas três filhas Trifosa ( em grego clássico: Τρυφῶσα    ), Hedea ( em grego clássico: Ἡδεα    ) e Dionísia ( em grego clássico: Διονυσία    ) eram jovens atletas campeãs.
Trifosa ganhou a competição do estádio dos jogos Piticos e dos jogos Istmicos .  Hedea venceu a corrida de carros de guerra dos jogos istmicos, o estádio dos jogos de Nemeus e do Sicião e o concurso Kitara para crianças em Atenas .  Dionísia ganhou o estádio nos jogos de Esculápio em Epidauro e em outro jogo, mas devido a danos na inscrição os pesquisadores não conseguiram descobrir em que.
Hermesianax ergueu um monumento em Delfos para suas filhas dedicado ao Apolo Pítico .
A inscrição presente nele, fornece os primeiros nomes conhecidos de mulheres vencedoras de jogos em esportes não equestres .